# Récifs des canyons Lacaze-Duthiers, Pruvot et Bourcart
Récifs des canyons Lacaze-Duthiers, Pruvot et Bourcart este o arie protejată (sit de importanță comunitară — SCI) din Franța întinsă pe o suprafață de 83.269 ha, integral marine.

## Localizare
Centrul sitului Récifs des canyons Lacaze-Duthiers, Pruvot et Bourcart este situat la coordonatele 42°36′41″N 3°39′18″E / 42.61147°N 3.65489°E.

## Înființare
Situl Récifs des canyons Lacaze-Duthiers, Pruvot et Bourcart a fost declarat sit de importanță comunitară în baza directivei 92/43 din 1992 referitoare la conservarea habitatelor naturale și a faunei și florei sălbatice pentru a proteja 2 specii de animale.

## Biodiversitate
Situată în ecoregiunea mediteraneană, aria protejată conține 1 habitat natural: Recifuri.
La baza desemnării sitului se află mai multe specii protejate:
- mamifere (1): delfin mare (Tursiops truncatus)
- reptile (1): Caretta caretta

Pe lângă speciile protejate, pe teritoriul sitului au mai fost identificate 7 specii de mamifere.